# دستگیری بد بیل
دستگیری بد بیل (انگلیسی: Capturing Bad Bill) یک فیلم کمدی صامت کوتاه به تهیه‌کنندگی آرتور هاتلینگ است که در سال ۱۹۱۵ منتشر شد. از بازیگران این فیلم می‌توان به اولیور هاردی، میبل پیج و ریموند مک‌کی اشاره کرد.